# نظافة المنزل خلال فصل الربيع
التنظيف الربيعي Spring cleaning هو ممارسة تنظيف المنزل جيدًا في فصل الربيع. ممارسة التنظيف الربيعي منتشرة بشكل خاص في المناخات ذات الشتاء البارد. في العديد من الثقافات، يحدث التنظيف السنوي في نهاية العام، والذي قد يكون في الربيع أو الشتاء، اعتمادًا على التقويم.
يستخدم المصطلح أيضًا بشكل مجازي لأي نوع من أعمال التنظيف أو التنظيم الشاقة. يمكن أن يقال إن الشخص الذي ينظم شؤونهم قبل إجراء عملية تدقيق أو تفتيش يقوم ببعض التنظيف الربيعي.

## تاريخيا
يتتبع بعض الباحثين أصل تنظيف الربيع إلى النوروز الإيراني، العام الفارسي الجديد، الذي يصادف اليوم الأول من الربيع. يواصل الإيرانيون ممارسة خانه تكاني (بالفارسية: خانه‌تکانی ؛ حرفياً "يهز المنزل") قبل حلول العام الفارسي الجديد. يتم تنظيف كل شيء في المنزل تمامًا، من الستائر إلى الأثاث.
تم اقتراح احتمال آخر بأن أصول التنظيف الربيعي تعود إلى الممارسة اليهودية القديمة لتطهير المنزل تمامًا تحسباً لمهرجان الربيع عيد الفصح (عيد الفصح). في ذكرى هروب الإسرائيليين المتسارع من مصر بعد أسرهم هناك، خلال الاحتفال الذي استمر أسبوعًا بعيد الفصح، هناك حظر صارم ضد أكل أو شرب أي شيء قد يكون قد تم تخميره (خروج 12:15، 19). ليس من المفترض فقط أن يمتنع اليهود عن الأطعمة المخمرة (شاميتز)، بل يأمرون صراحةً بتخليص منازلهم حتى من بقايا الشاميتز الصغيرة طوال فترة العيد (خروج 12:15). لذلك، يقوم اليهود المتدينون بإجراء "تنظيف ربيعي" شامل للمنزل، يتبعه البحث التقليدي عن فتات شاميتز (بيدكات شاميتز) على ضوء الشموع في المساء قبل بدء العطلة.
تقليديًا، تقوم الكنيسة الكاثوليكية بتنظيف مذبح الكنيسة تمامًا وكل ما يرتبط به في يوم خميس العهد، أي قبل يوم الجمعة العظيمة، في الربيع. يستمر تنظيف الربيع اليوم في اليونان والدول الأرثوذكسية الأخرى. من المعتاد تنظيف المنزل جيدًا إما قبل أو خلال الأسبوع الأول من الصوم الكبير، والذي يشار إليه باسم الأسبوع النظيف. يتوافق هذا أيضًا غالبًا مع السنة اليوليانية الجديدة، أو 1 أبريل.
في أمريكا الشمالية وشمال أوروبا، وجدت العادة قيمة عملية خاصة بسبب المناخ القاري والرطب لتلك المناطق. خلال القرن التاسع عشر في أمريكا، قبل ظهور المكنسة الكهربائية، كان شهر مارس غالبًا هو أفضل وقت لإزالة الغبار لأنه كان دافئًا بدرجة كافية لفتح النوافذ والأبواب (ولكن ليس دافئًا بدرجة كافية لتشكل الحشرات مشكلة)، و قد تحمل الرياح العاتية الغبار خارج المنزل. هذا الوقت من العام هو أيضًا عندما لا تعمل أفران الفحم ويمكن للمرء أن يغسل السخام من الجدران والأثاث الذي خلفه الفرن. للسبب نفسه، غالبًا ما تستخدم الأسر الريفية الحديثة شهر مارس في مشاريع التنظيف التي تنطوي على استخدام المنتجات الكيماوية التي تولد أبخرة.

## عمليات التنظيف الموسمية
تقاليد مماثلة لها تنظيف سنوي في الشتاء.
في اسكتلندا، يتم إجراء "تنظيف رأس السنة Hogmanay " بشكل تقليدي في 31 ديسمبر، وهي ممارسة منتشرة الآن أيضًا في أيرلندا وأمريكا الشمالية. في اليابان، يتم إجراء "التنظيف الكبيرōsōji ‎ (大掃除، "big cleaning")" في أواخر ديسمبر، قبل العام الجديد في الأول من يناير. وقد سبق ذلك تقليد سوسو هاري (煤 払 い، "تنظيف السخام") خلال فترة إيدو (1603) –1868)، والذي تمت ملاحظته في 13 ديسمبر وقام بتنظيف المنازل من أجل الترحيب بتوشيغامي (آلهة العام). 
بين الوثنيين الجدد، يتم أحيانًا إجراء عمليات تنظيف الاعتدال نصف السنوي في بداية الربيع والخريف، لترمز إلى بدء دورة جديدة بقائمة روحية نظيفة. يتم تقليديا "ديوالي كي سافاي" في معظم أنحاء الهند قبل يومين (أو أسابيع) من مهرجان ديوالي.̟

## معرض الصور

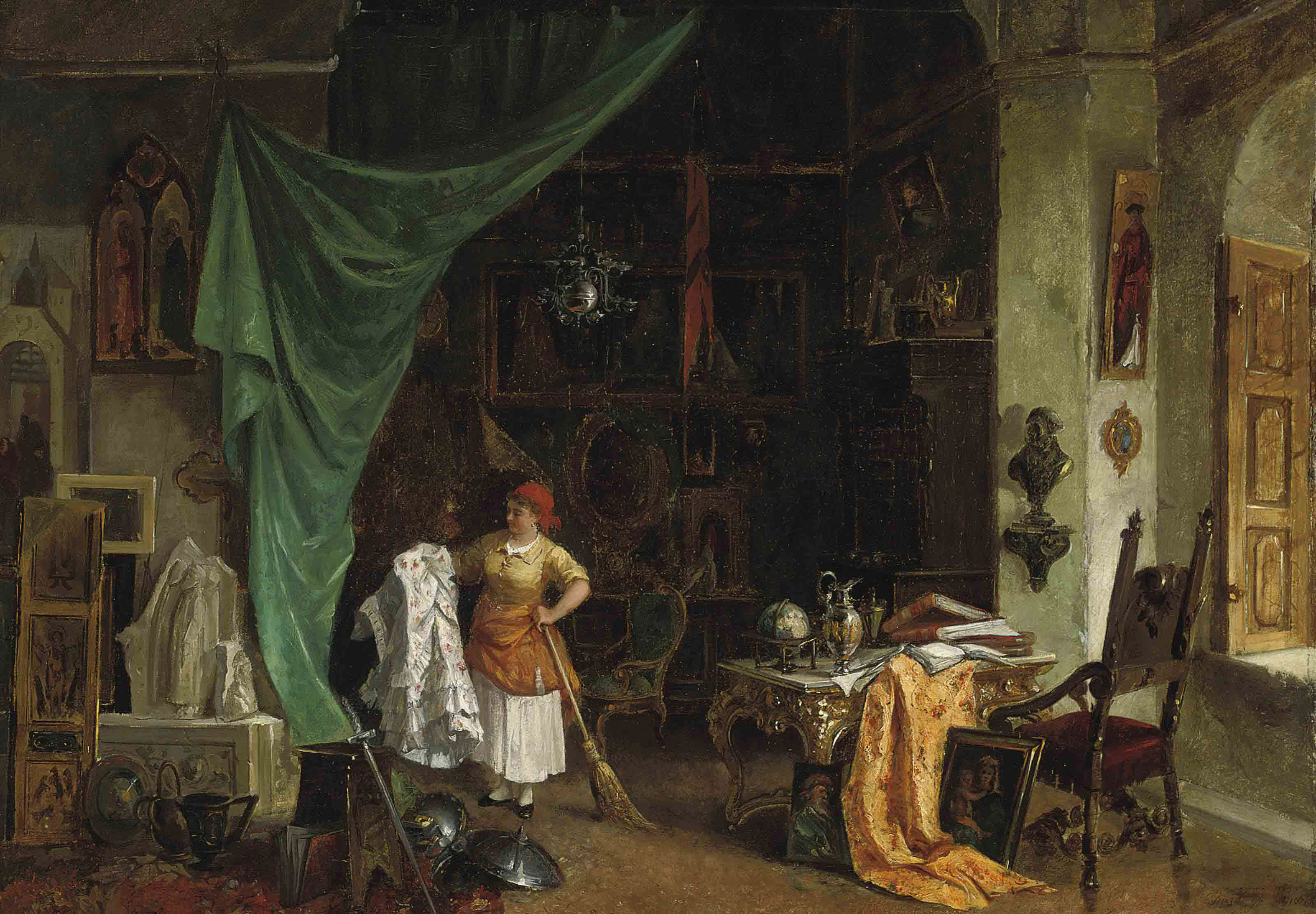
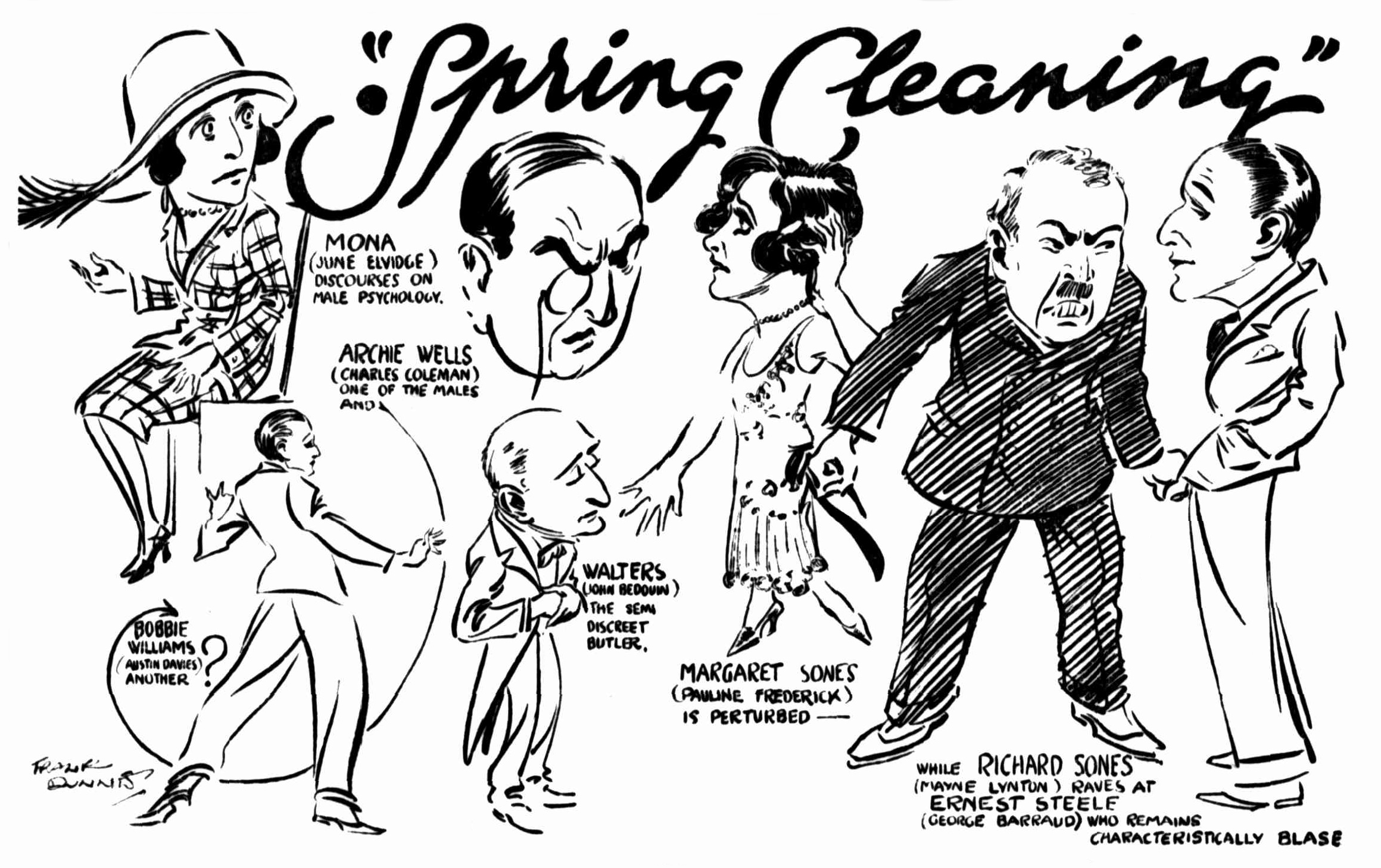
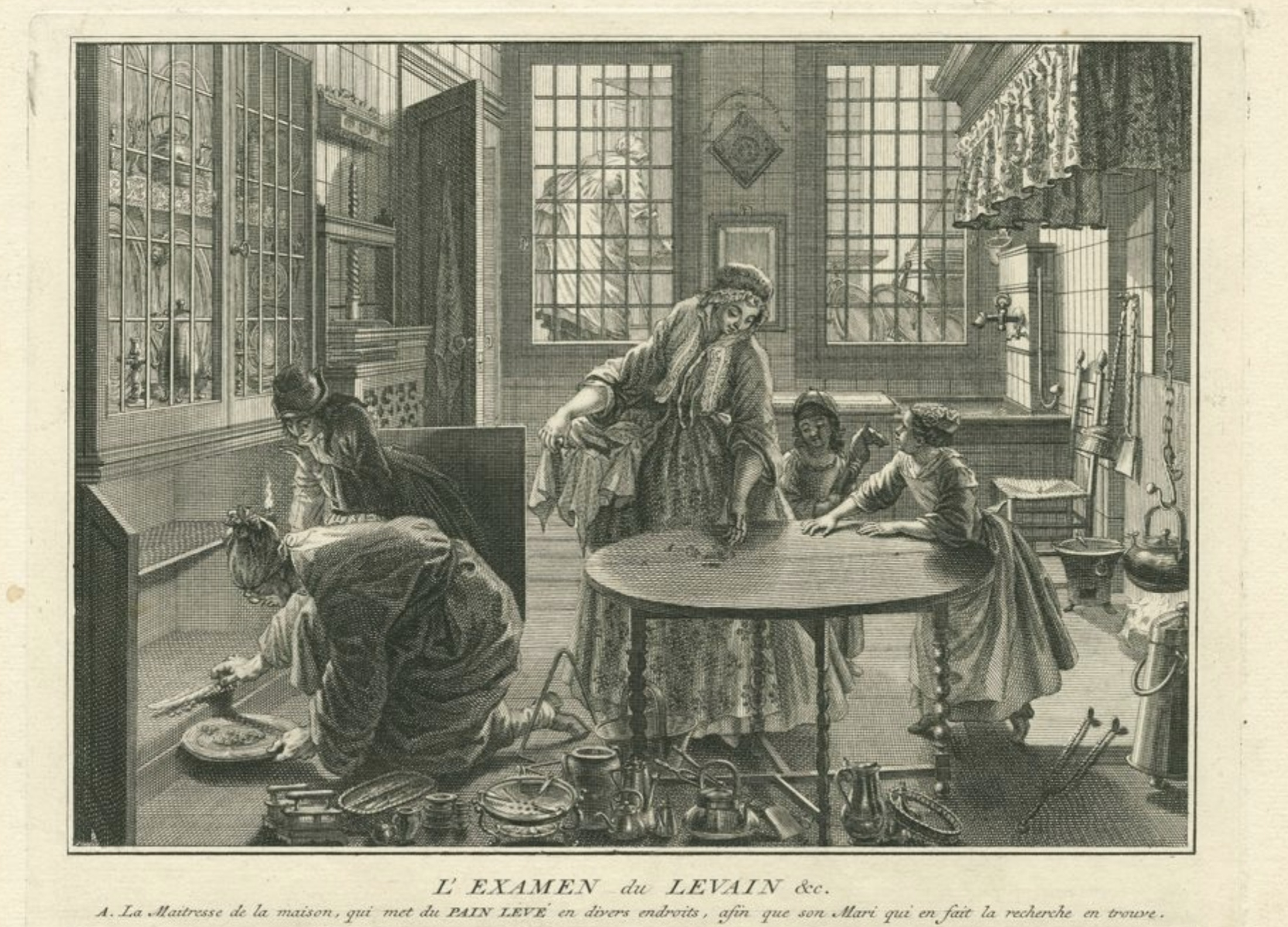
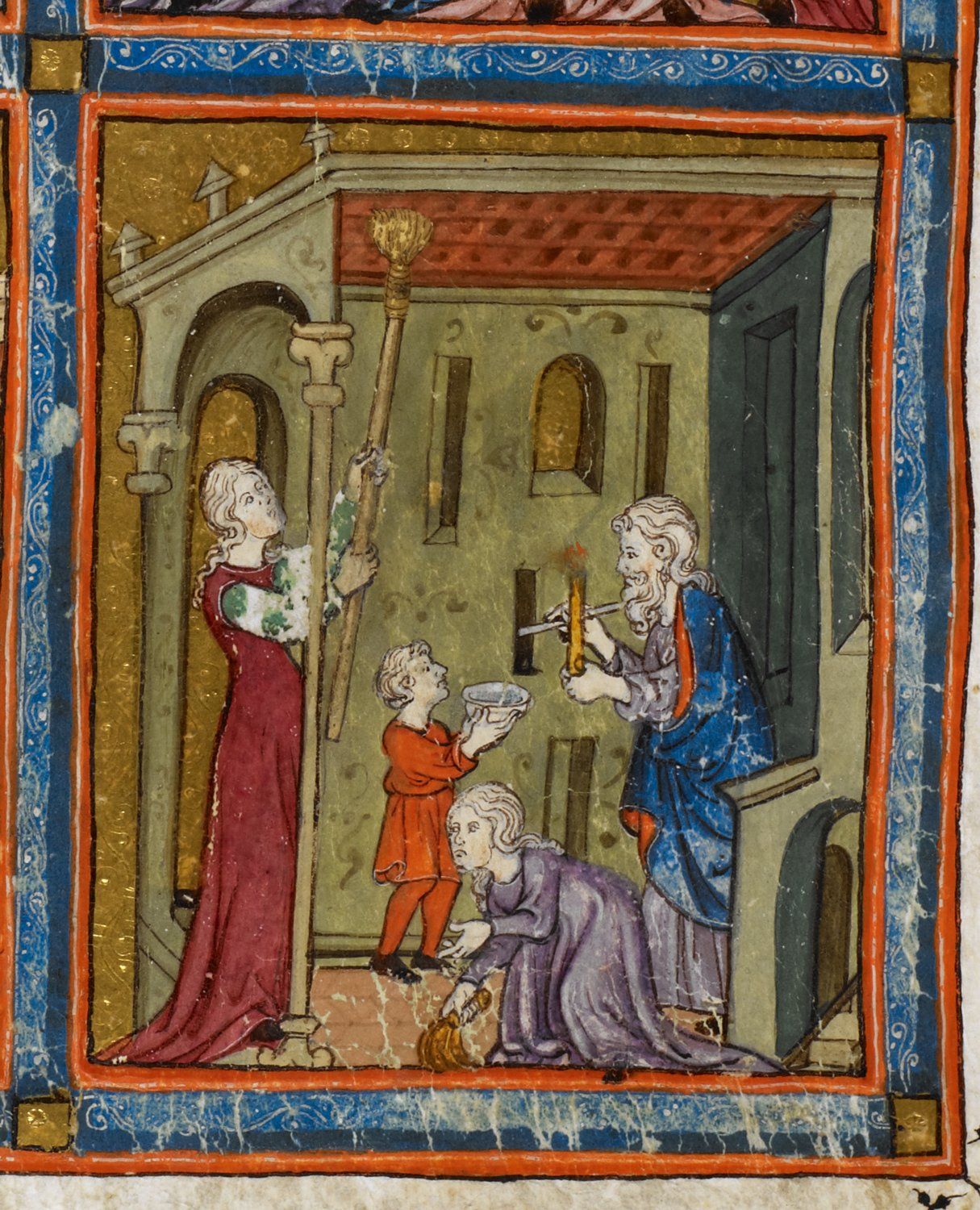

## انظر ايضا
- خان تكاني (ايران)